# Plug Power
Plug Power Inc. es una empresa estadounidense dedicada al desarrollo de sistemas de pilas de combustible de hidrógeno que sustituyen a las baterías convencionales en equipos y vehículos alimentados por electricidad. La empresa tiene su sede en Latham, Nueva York, y cuenta con instalaciones en Spokane, Washington, y Rochester, Nueva York.
El sistema GenDrive de Plug Power integra pilas de combustible fabricadas tanto por Plug Power como por Ballard Power Systems e incorpora un sistema de almacenamiento de hidrógeno que permite que el sistema se recargue en cuestión de minutos, frente a las varias horas de las baterías de plomo. Esto permite que las carretillas elevadoras impulsadas por hidrógeno funcionen a una potencia constante en comparación con las baterías convencionales, que experimentan un "descenso" en su rendimiento hacia el final de un turno. Las unidades GenDrive ocupan el mismo espacio diseñado para las baterías convencionales.

## Historia
Plug Power se fundó en 1997 como una empresa conjunta entre DTE Energy y Mechanical Technology Inc. La empresa salió a bolsa en 2002. Las carretillas de interior fueron su primer mercado viable, con clientes como Nike, BMW, Wal-Mart, Home Depot, Mercedes-Benz, Kroger y Whole Foods.
En febrero de 2017, la empresa anunció los primeros envíos de sus motores de pila de combustible ProGen diseñados para vehículos de reparto eléctricos y la adopción de su sistema GenDrive por parte de la flota de carretillas elevadoras de USPS en Capitol Heights, Maryland.
En febrero de 2020, la empresa presentó los motores de pila de combustible Progen de 125 kW para camiones de clase 6, 7 y 8 y equipos pesados para fuera de carretera. En enero de 2021, SK Group, una importante empresa surcoreana, anunció que invertiría 1.500 millones de dólares en Plug Power por una participación de alrededor del 10%. Formarán una empresa conjunta en Corea del Sur para suministrar productos de pila de combustible de hidrógeno a los mercados asiáticos.
En enero de 2021, la empresa firmó un memorando de entendimiento con el fabricante francés de automóviles Renault. El acuerdo pondría en marcha una empresa conjunta en Francia a finales de junio de 2021.
El 16 de marzo de 2021, la empresa anunció que tendría que reexpresar los estados financieros de los años fiscales 2018 y 2019, así como algunas presentaciones trimestrales recientes.